# 2269 Efremiana
2269 Efremiana (alte denumiri: 1976 JA2, 1929 XP, 1951 WO1, 1962 XA, 1978 VE) este un asteroid strălucitor, făcând parte din centura principală a Sistemului Solar.

## Caracteristici
Asteroidul are diametrul mediu de 22,92 km și perioada de rotație de 6,458 ore. Prezintă o orbită caracterizată de o 

semiaxă majoră egală cu 3,1261481 UA și de o excentricitate de 0,0878436, înclinată cu 15,38303° față de ecliptică.

## Descoperirea asteroidului
A fost descoperit la 2 mai 1976 de către astronomul Nikolai Stepanovici Cernîh, la Observatorul Nauchny din Crimeea, Ucraina.
Denumirea sa a fost dată în memoria paleontologului și scriitorului rus de literatură științifico-fantastică Ivan Efremov.